# Hengduan Shan
De Hengduan Shan (Chinees: 横断山脉; pinyin: héngduànshānmài) is een gebergte in het westen van China en noorden van Burma (Myanmar), dat de oostelijke zijde van het Tibetaans Plateau begrenst. De Hengduan Shan bestaat uit een serie parallelle bergketens die in noord-zuidrichting lopen. In totaal is het gebergte ongeveer 500 km lang. De noordkant van het gebergte heeft toppen boven de 6000 m.
In een deel van de Hengduan Shan ligt het beschermd gebied van drie parallelle rivieren in Yunnan.

## Geografie
De Hengduan Shan grenst in het noordwesten aan de geologisch verwante gebergtes van de Himalaya en Nyenchen Tanglha. De scheiding met de Himalaya wordt gevormd door de kloof van de Yarlung Tsangpo (Brahmaputra), die met de Nyenchen Tanglha is geleidelijk en minder duidelijk. In het noordoosten grenst de Hengduan Shan aan het bekken van Sichuan. Verder naar het zuiden is de oostrand van het gebergte minder dramatisch: hier gaat de Hengduan Shan over in het Yunnan-Guizhouplateau. Het zuidelijke deel van de Hengduan Shan vormt het grensgebied van de Chinese provincie Yunnan met India en Burma. Ten zuiden van de Himalaya en de vlakte van Assam komt vanuit het westen het Patkaigebergte uit op de Hengduan Shan. Deze bergen vormen de grens tussen India (de vlakte van Assam) en Burma (het bekken van de Irrawaddy).
De Hengduan Shan bestaat uit verschillende deelketens.

### Zuidelijke deel
In het zuiden vormen de bovenlopen van de rivieren Irrawaddy, Salween, Mekong en Yangtze een duidelijke scheiding. Het verticale reliëf is hier enorm: tussen de toppen en bodems van de dalen is soms vier kilometer hoogteverschil op een horizontale afstand van tien tot twintig kilometer. Tussen deze vier rivieren liggen drie langgerekte bergketens. De bergketen tussen Irrawaddy en Salween heet de Gaoligong Shan; die tussen de Salween en Mekong de Nu Shan; en die tussen Mekong en Yangtze de Yunling Shan. De vier rivieren behoren tot de grootste en voor de menselijke watervoorziening belangrijkste van Azië. In de zuidelijke Hengduan Shan stromen ze over een lengte van een paar honderd kilometer parallel aan elkaar, op een afstand die hemelsbreed nog geen honderd kilometer bedraagt. Overigens wordt de Mekong hier "Lancang Jiang" genoemd, de Salween "Nu Jiang" en de Yangtze "Jinsha Jiang". De Yangtze stroomt dwars door de Yunling Shan via een diepe kloof, de tijgersprongkloof) het gebergte uit. Toevallig liggen hier vlakbij enkele van de hoogste toppen in de Yunling Shan: de Yulong Xueshan ("sneeuwberg van de jaden draak", 5596 m hoog) ten zuiden en de Haba Xuenshan (5396 m) ten noorden van de kloof.
De Gaoligong Shan wordt niet altijd tot de Hengduan Shan gerekend. In dat geval wordt deze gezien als een deel van de Baxoila-keten, een uitloper van de oostelijke Nyenchen Tanglha.

### Noordelijk deel
In het noorden zijn de toppen hoger, maar de dalen minder diep, zodat het reliëf hier minder is. De keten tussen de Mekong en Salween wordt hier door Chinese en westerse cartografen Meili Xueshan genoemd. Vaak wordt dit gezien als het meest noordelijke deel van de Nu Shan. Het hoogste punt van het Meili-massief is de Khawagarbo (6740 m), een van de heilige bergen van Tibet en het hoogste punt van de provincie Yunnan. De boomgrens ligt hier rond de 4500 m en de flanken van het gebergte zijn sterk vergletsjerd. Ten noorden van het Meili-massief ligt de Taniantaweng.
Het noordelijke deel van de Hengduan Shan valt in de historische Tibetaanse provincie Kham.

## Ecologie
De Hengduan Shan is slecht ontsloten door wegen of andere infrastructuur. Grote delen zijn ongerept natuurgebied. Omdat de Hengduan Shan een deel van de scheiding tussen het Tibetaans Plateau, Zuid-Azië en Zuidoost-Azië vormt heeft het een unieke flora en fauna op de overgang van de Palearctische en Indomaleisische ecozones.

## Bevolking
De Hengduan Shan wordt bewoond door sterk uiteenlopende etnische en culturele groepen. Het noorden van het gebergte behoort tot de Tibetaanse provincie Kham. De bewoners, de Khampa, zijn een Tibetaans volk, dat het lamaistische boeddhisme aanhangt en een Tibetaans dialect spreekt.
De zuidelijke delen van de Hengduan Shan vallen in het slecht ontsloten Chinees-Birmees grensgebied. De hier wonende Tibeto-Birmaanse volkeren leven in stamverband en hebben sjamanistische en animistische natuurgodsdiensten.
Het oosten van het gebergte valt in de Chinese provincie Yunnan, waar de oorspronkelijke bewoners tot etnische groepen als de Naxi, Dai, Bai en Hmong behoren. Migranten uit het oosten, die etnisch voornamelijk behoren tot de door de Chinese regering Han genoemde groep, bevolken vooral de steden aan de oostelijke rand van het gebergte in Yunnan.